# 村田大亮
村田 大亮（むらた だいすけ、2004年1月15日 - ）は日本の男性アニメーター。新潟県出身。

## 来歴
アニメーターとなる前から『進撃の巨人』や『HUNTER×HUNTER』などの作品のファンで、これらの作品に関連するイラストやアニメーションなどをSNSに投稿していた。
2022年、『「進撃の巨人」The Final Season Part.2』にてアニメーターとしてのデビューを果たす。

## 参加作品一覧

### テレビアニメ
2022年
- 進撃の巨人 The Final Season Part.2（第2原画）
- うたわれるもの 二人の白皇（原画）
- Engage Kiss（第2原画）
- リコリス・リコイル（第2原画）
- ダイの大冒険（原画）
- チェンソーマン（第2原画）
- 僕のヒーローアカデミア（第6期、原画）

2023年
- ワンピース（原画）
- デリシャスパーティ♡プリキュア（第2原画）
- お兄ちゃんはおしまい!（第2原画）
- ニーア・オートマタ（原画）
- ヴィンランド・サガ SEASON2（原画・第2原画・OP原画）
- 【推しの子】（原画）
- ひろがるスカイ!プリキュア（原画）
- 呪術廻戦 渋谷事変（原画・第2原画）
- 進撃の巨人 The Final Season 完結編（原画・OP原画）

2024年
- 逃げ上手の若君（原画）
- 僕のヒーローアカデミア（第7期、原画）
- Re:ゼロから始める異世界生活 3rd season（ - 2025年、原画・第2原画・OPED原画）

2025年
- 魔法つかいプリキュア!!〜MIRAI DAYS〜（OP第二原画）
- 地獄先生ぬ〜べ〜（OP原画）
- 薬屋のひとりごと（第2期、第二原画）

### 劇場アニメ
- 映画 デリシャスパーティ♡プリキュア 夢みる♡お子さまランチ!（2022年、原画）
- 映画 プリキュアオールスターズF（2023年、原画）

### その他
- 梵そよぎカバーMV「怪物」（2025年、イラスト[5]）